# Candida (zespół muzyczny)
Candida – polska grupa muzyczna łącząca nu metal, rock i grunge. Powstała w 2003 roku w Poznaniu.

## Historia
Zespół Candida powstał we wrześniu 2003 roku z inicjatywy perkusisty Macieja „Ślepego” Głuchowskiego oraz gitarzysty Rafała „Franca” Gieca. Wspólne granie zaowocowało stworzeniem 14 kompozycji charakterystycznych dla ciężkiego gitarowego brzmienia. Wiosną 2004 roku dołączył do zespołu wokalista i gitarzysta Marek „Ramas” Wojciechowski. Pod koniec kwietnia 2004 w studiu Candida Recording Studio intensywnie pracował nad nagraniem i produkcją pierwszej płyty. We wrześniu 2004 roku do zespołu dołączył basista Root. W grudniu 2004 roku Candida zagrał pierwszy koncert.
2005 rok to okres na wydanie pierwszej płyty oraz granie na koncertach i festiwalach. W czerwcu 2005 roku grupę opuścił basista Root. We wrześniu 2005 roku grupa wydała swoją pierwszą płytę zatytułowaną Meta. Na płycie znalazło się 11 kompozycji, 2 remiksy oraz teledysk. Również we wrześniu 2005 do zespołu dołączył basista Michał „Majkel” Podciechowski znany z Moonlight. W nowym składzie zespół zaczął realizować materiał na nową płytę. W roku 2007 zespół, po odejściu gitarzysty Rafała Gieca, zdecydował się realizować nową płytę w składzie trzyosobowym. Premiera płyty Zoom miała miejsce 6 grudnia 2007 roku.
Od czasu wydania drugiej płyty miały miejsce poważne zmiany w składzie zespołu. Do zespołu dołączyli Gabriel Fleszar - artysta muzyczny kojarzony wcześniej głównie ze sceną popową, Kuba Leciej (gitara, Man On The Moon, współpracujący z m.in. Lombardem i DonGuralesko) oraz – jako ostatni – DJ Kostek (mistrz Polski w konkursie Red Bull Thre3style 2012). Zespół w składzie Gabriel Fleszar, Kuba Leciej, Maciej „Ślepy” Głuchowski (jedyny członek oryginalnego składu Candidy), Michał Podciechowski i DJ Kostek przystąpił do nagrywania trzeciego albumu. Premierę płyty zatytułowanej Frutti Di Mare ogłoszono na 1 grudnia 2012. 

## Dyskografia
- Meta (2005, CRS Records)
- Zoom (2007, CRS Records)
- Frutti Di Mare (2012, Luta Records)